# Книпел, Доривал
Доривал Книпел (порт. Dorival Knipel; 28 сентября 1917, Корумба — 15 февраля 1990, Белу-Оризонти) — бразильский футболист, играл на позиции вратаря, и тренер. Был знаменит своим взрывным характером — ругался с тренерами, игроками и прессой, будучи тренером запрещал игрокам носить длинные волосы и не терпел опозданий.
Прозвище Юстрич (Yustrich) Доривал получил за внешнее сходство с аргентинским голкипером клуба «Бока Хуниорс» Хуаном Элиасом Юстричем.

## Карьера
Доривал Юстрич начал карьеру в 1935 году в клубе «Фламенго» и выступал за команду до 1944 года, выиграв 4 чемпионата штата Рио-де-Жанейро, затем Юстрич перешёл в клуб «Васко да Гама», а завершил карьеру в «Америке».
На следующий год после завершения карьеры Юстрич стал тренером, возглавив клуб «Атлетико Минейро», приведя клуб к двум чемпионским званиям в штате Минас-Жерайс, несмотря на эти успехи, Юстрич был уволен из клуба в 1953 году, в котором клуб выиграл чемпионство, из-за недовольства тренером игроками, на чью сторону встали «боссы» клуба. Затем работал в клубе «Америка Минейро».
В 1955 году Юстрич уехал в Португалию, возглавив клуб «Порту» и сделал с командой «дубль», выиграв чемпионат (впервые за 16 лет) и кубок Португалии (впервые за 19 лет), но после этого феноменального успеха, уехал на родину, опять из-за конфликта с игроками команды, особенно с Эрнани Силвой, лидером и главной «звездой» «Порту», правда через сезон вернулся, но успеха не повторил, хотя и выиграл кубок Португалии.
В 1959 году Юстрич возглавил «Васко да Гама», но без успеха; затем руководил «Бангу» и клубом «Сидеруржика» из маленького городка Сабара, с которым, неожиданно, победил в чемпионате штата, затем работал с клубами «Вилла Нова» и, вновь, «Атлетико Минейро», из которого вновь ушёл из-за скандала c игроками, после того, как он ужасно раскритиковал уругвайского футболиста Синкунегуя, который опоздал на неделю — дошло до того, что уругваец достал пистолет и направил его на Юстрича. Однако не только скандалы были в «Атлетико» Юстрича, например тренер внушил уверенность в своих силах игроку Дарио, который в будущем стал лучшим бомбардиром команды в истории. Во время работа с «Атлетико» он даже руководил сборной Бразилии в течение 1 матча, которая встречалась с Югославией и победила 3:2, что вызвало недовольство «основного главного тренера» сборной Жуана Салданьи. Любопытно, что в этой игре Юстрич был удалён с поля.
В 1970 году Юстрич возглавил клуб «Фламенго». Дебютный матч на новом посту закончился впечатляющей победой 6:1 над «Индепеньдьенте». После неплохого первого сезона (из 64 матчей выиграно 36 и 15 сведено вничью), уже на второй год «Фла» выступал неудачно — в 29 играх лишь 9 побед и 13 ничьих, что сподвигло президента на отставку тренера. После этого Юстрич начал кампанию по выдвижению себя на пост тренера сборной, критикуя Салданью и методы его работы, на что чемпион мира ответил критикой игры «Фламенго» при Юстриче. Но в итоге Доривал всё равно пост наставника сборной не получил.
Затем Юстрич тренировал «Коринтианс» и «Коритибу», клуб «Крузейро», из которого он был уволен опять из-за скандалов с игроками, которым не понравился запрет на игру в снукер на сборах, и из-за чемпиона мира Брито, который любил курить и не любил когда его заменяли, что сделал Юстрич в одном из матчей.
После «Крузейро» Юстрич больше не тренировал, жил тихо, не давая интервью, пока не скончался в 1990 году.

## Достижения

### Как игрок
- Чемпион штата Рио-де-Жанейро: 1939, 1942, 1943, 1944

### Как тренер
- Чемпион штата Минас-Жерайс: 1952, 1953, 1964
- Чемпион Португалии: 1956
- Обладатель кубка Португалии: 1956, 1958